# Vue d'Ornans (Ornans)
Vue d'Ornans – ou Le Miroir d'Ornans – est un tableau réalisé par le peintre français Gustave Courbet vers 1872. Cette huile sur toile est un paysage qui représente la Loue alors qu'elle traverse Ornans, la localité du Doubs où l'artiste est né, en en reflétant les bâtiments qui la surplombent. Spoliée pendant la Seconde Guerre mondiale, l'œuvre est confiée au musée du Louvre en 1950 avant d'être réaffectée en 1986 aux collections du musée d'Orsay, également à Paris. En attendant sa restitution à ses propriétaires légitimes, elle se trouve depuis 1953 en dépôt au musée d'Ornans devenu le musée Courbet.